# Hrabstwo Wilson (Kansas)

Piramida wieku hrabstwa

Hrabstwo Wilson – hrabstwo położone w USA w stanie Kansas z siedzibą w mieście Fredonia. Założone w 1855 roku.

## Miasta
- Neodesha
- Fredonia
- Altoona
- Buffalo
- Benedict
- New Albany
- Coyville

## Sąsiednie Hrabstwa
- Hrabstwo Woodson (północ)
- Hrabstwo Allen (północny wschód)
- Hrabstwo Neosho (wschód)
- Hrabstwo Montgomery (południe)
- Hrabstwo Elk (zachód)
- Hrabstwo Greenwood (północny zachód)